# Gregório Taumaturgo de Castelo Branco
Dom Gregório Taumaturgo de Castelo Branco (c. 1600 — 11 de abril de 1662) foi o terceiro conde de Vila Nova de Portimão, Guarda-mor da pessoa d'El-Rei D. João IV, e gentilhomem da camara do principe D. Teodosio.  
Camilo Castelo Branco, em seu prefácio à Carta de Guia de Casados de D. Francisco Manuel de Melo, afirma que encontrou escrito em um livro de linhagens que possui, que é  este Conde o inimigo oculto (ou pelos menos um dos principais) de D. Francisco.
Segundo os autores desse livro de Linhagens (Joseph de Cabedo e Vasconcelos, e Manuel Moniz de Castelo Branco), o Conde de Vilanova casou em primeiras núpcias com D. Branca de Vilhena da Silveira (c. 1600), sua sobrinha, filha de D. Luís da Silveira, 3º conde de Sortelha. Seu pagem Francisco Cardoso, tendo denunciado esta por "desvios conjugaes", o Conde  "fez recolher a esposa ao Mosteiro de Santa Ana, onde saudades e desprezos a mataram, apoz dois anos de rigorosa reclusão".
Casou o Conde em segundas núpcias com Dona Guiomar de Castro (c. 1600) [ Camilo diz Guiomar da Silva, por lapso ], filha de D. Francisco de Faro, 7º conde de Odemira. Infiel também ao que parece, e o mesmo criado denunciando-a, foi ela assassinada pelo marido "mediante peçonha".
Depois disso fugiu para Castela, com medo dos parentes de sua mulher.
Voltou o Conde para Portugal em 1640. Aí se casou em terceiras núpcias, com D. Mariana de Lancastre (nascida em 02.07.1619), filha de D. Lourenço de Lencastre [ ou Lancastre ], comendador de Coruche. "Esta terceira Condessa parecia querer que a memoria das suas antecessoras fosse absolvida, ou então vinga-las da crueza do marido. Entre varios amadores, aceitou os requebros do Rei, porque era D. João IV, e os de D. Francisco Manuel de Mello porque era gentil, moço de trinta anos, corajoso e poeta".
A rivalidade do rei e do poeta chegando ao ponto de uma briga dos dois uma noite, em que apenas o rei teria reconhecido D. Francisco, e morrendo assassinado Francisco Cardoso que entretanto também tinha denunciado os amores clandestinos dessa terceira esposa, as suspeitas foram para D. Francisco. O espírito de vingança do Conde, tal como  a inimizade do rei teriam levado então D. Francisco, apesar de ter provado sua inocência por várias vezes, a ser aprisionado, e mais tarde desterrado, durante  vinte anos.
A vingança do Conde não tendo limite, diz esse mesmo livro que cita Camilo, que envenenou também essa terceira esposa, pouco depois. 
Mas, como nos diz Edgar Prestage, na sua biografia de D. Francisco, "Não é verdade". Porque segundo a Historia genealogica, "D. Marianna casou pela segunda vez com Luiz da Sylva Tello, conde de Aveiras (Luis da Silva Telo de Menezes, 2º conde de Aveiras), sobrevivendo a D. Gregório, que só morreu em 11 de Abril de 1662 "...
De nenhuma das suas esposas houve descendência, e o título passou a um  neto de sua irmã, Luís de Lancastre.